# Vähä Kuopusjärvi
Vähä-Kuopusjärvi eller Vähä Kuopusjärvi är en sjö i Finland. Den ligger i kommunen Pudasjärvi i landskapet Norra Österbotten, i den centrala delen av landet, 600 km norr om huvudstaden Helsingfors. Vähä Kuopusjärvi ligger 163,4 meter över havet. Arean är 46,1 hektar och strandlinjen är 4,54 kilometer lång. Sjön  ingår i Ijo älvs huvudavrinningsområde. 